# ラック地方
ラック地方（Lacs）は、コートジボワールの地方（District）のひとつ。国土のほぼ中央に位置する。首府はディンボクロである。面積は28,500km²。

## 設立まで
2011年以前はラック州（Région des Lacs）であった。州都はヤムスクロだった。ラック地方の領域は旧ラック州とンジ＝コモエ州からヤムスクロ一帯を除いた地域。

## 行政区画
- ベーリン州
- イッフ州
- モロヌ州
- ンジ州